# Zutomayo
Zutto Mayonaka de Iinoni (ずっと真夜中でいいのに。?, Zutto Mayonaka de Iinoni), abbreviato in ZUTOMAYO, è un gruppo rock giapponese che ha debuttato nel 2018. Di natura segreta, l'unico membro fisso del gruppo è il frontman "ACA-Ne" (ACAね?).

## Stile
Zutomayo produce tipicamente musica rock, spesso con linee di basso intricate e ispirate al funk, mentre la voce di ACA-Ne è descritta come “energica”, “espressiva” e “delicata”.

## Storia
Il gruppo ha debuttato pubblicando la loro prima canzone, Byōshin wo kamu (秒針を噛む?), su YouTube il 4 giugno 2018. Nonostante fosse il loro primo pezzo, la canzone ebbe subito successo e raggiunse un milione di visualizzazioni in meno di tre settimane e, dopo la sua distribuzione sulle piattaforme streaming il 30 agosto, divenne la canzone più ascoltata in streaming e arrivò alla prima posizione nella Viral 50 (Giappone) di Spotify. Dopo l'uscita della canzone, a settembre tennero il loro primo concerto al Daikanyama Loop di Tokyo. Ai partecipanti furono consegnati occhiali opachi e l'intero locale era al buio per tutta la durata del concerto.
Attraverso la Emi Records Japan pubblicarono il 14 novembre 2018 il loro primo EP, Tadashii itsuwari kara no kishō (正しい偽りからの起床?), e il 5 giugno 2019 Imawa imade chikaiwa emide (今は今で誓いは笑みで?), che raggiunse la vetta della classifica settimanale di Oricon. Il 30 ottobre dello stesso anno arrivò il loro primo album, Hisohiso banashi (潜潜話?). Il 5 agosto 2020 esce il loro terzo EP, Hogarakana hifutote fufuku (朗らかな皮膚とて不服?). Il 10 febbraio 2021 esce loro secondo secondo album, Gusare (ぐされ?).

## Discografia

### Album in studio
| Titolo                     | Dettagli                                                                               | Classifiche | Classifiche | Classifiche |
| Titolo                     | Dettagli                                                                               | JPN         | JPN Comb.   | JPN Hot     |
| -------------------------- | -------------------------------------------------------------------------------------- | ----------- | ----------- | ----------- |
| Hisohiso banashi (潜潜話?) | - Pubblicato: 30 ottobre 2019 - Etichetta: EMI Records Japan - Formato: CD             | 5           | 5           | 4           |
| Gusare (ぐされ?)           | - Pubblicato:10 febbraio 2021 - Etichetta: EMI Records Japan - Formato: CD             | 2           | 2           | 2           |
| Jinkōgaku (沈香学?)        | - Pubblicato: 7 giugno 2023 - Etichetta: EMI - Format: CD, digital download, streaming | 4           | 3           | 2           |

### EP
| Titolo                                                  | Dettagli                                                                                                | Classifiche | Classifiche   |
| Titolo                                                  | Dettagli                                                                                                | JPN Oricon  | JPN Billboard |
| ------------------------------------------------------- | --- | ----------- | ------------- |
| Tadashii itsuwari kara no kisho (正しい偽りからの起床?) | - Pubblicato: 14 novembre 2018 - Label: EMI Records Japan - Formato: CD, download digitale, streaming   | 8           | 3             |
| Imawa imade chikaiwa emide (今は今で誓いは笑みで?)      | - Pubblicato: 12 giugno 2019 - Etichetta: EMI Records Japan - Formato: CD, download digitale, streaming | 1           | 1             |
| Hogarakana hifutote fufuku (朗らかな皮膚とて不服?)      | - Pubblicato: 5 agosto 2020 - Label: EMI Records Japan - Formato: CD, download digitale, streaming      | 2           | 2             |
| Nobi shigusa korite itomagoi (伸び仕草懲りて暇乞い?)    | - Pubblicato: 16 febbraio 2022 - Label: EMI Records Japan - Formato: CD, download digitale, streaming   | 1           | 1             |

#### Singoli
| Anno | Titolo                                         | Formato           | Album/EP                                                |
| ---- | ---------------------------------------------- | ----------------- | ------------------------------------------------------- |
| 2018 | Byōshinwo kamu (秒針を噛む?)                   | Download digitale | Tadashii itsuwari kara no kishō (正しい偽りからの起床?) |
| 2018 | Nōriueno Cracker (脳裏上のクラッカー?)         | Download digitale | Tadashii itsuwari kara no kishō (正しい偽りからの起床?) |
| 2018 | Humanoid (ヒューマノイド?)                     | Download digitale | Tadashii itsuwari kara no kishō (正しい偽りからの起床?) |
| 2019 | Mabushii DNA dake (眩しいDNAだけ?)             | Download digitale | Imawa imade chikaiwa emide (今は今で誓いは笑みで?)      |
| 2019 | Seigi (正義?)                                  | Download digitale | Imawa imade chikaiwa emide (今は今で誓いは笑みで?)      |
| 2019 | Kan saete kuyashiiwa (勘冴えて悔しいわ?)       | Download digitale | Imawa imade chikaiwa emide (今は今で誓いは笑みで?)      |
| 2019 | Kettobashita moufu (蹴っ飛ばした毛布?)         | Download digitale | Hisohiso banashi (潜潜話?)                              |
| 2019 | Konnakoto soudou (こんなこと騒動?)             | Download digitale | Hisohiso banashi (潜潜話?)                              |
| 2019 | Haze haseru haterumade (ハゼ馳せる果てるまで?) | Download digitale | Hisohiso banashi (潜潜話?)                              |
| 2019 | Dear. Mr 'F'                                   | Download digitale | Hisohiso banashi (潜潜話?)                              |
| 2020 | Study Me (お勉強しといてよ?)                   | Download digitale | Hogarakana hifutote fufuku (朗らかな皮膚とて不服?)      |
| 2020 | Milabo                                         | Download digitale | Hogarakana hifutote fufuku (朗らかな皮膚とて不服?)      |
| 2020 | Fastening (低血ボルト?)                        | Download digitale | Hogarakana hifutote fufuku (朗らかな皮膚とて不服?)      |
| 2020 | Ham                                            | Download digitale | Hogarakana hifutote fufuku (朗らかな皮膚とて不服?)      |
| 2020 | Darken (暗く黒く?)                             | Download digitale | Gusare (ぐされ?)                                        |
| 2020 | Hunch Gray (勘ぐれい?)                         | Download digitale | Gusare (ぐされ?)                                        |
| 2020 | Can't Be Right (正しくなれない?)               | Download digitale | Gusare (ぐされ?)                                        |
| 2021 | Hypersomnia (過眠?)                            | Download digitale | Gusare (ぐされ?)                                        |
| 2021 | Inside Joke (あいつら全員同窓会?)              | Download digitale |                                                         |
| 2021 | Stay Foolish (ばかじゃないのに?)               | Download digitale |                                                         |
| 2022 | Mirror Tune (ミラーチューン?)                  | Download digitale |                                                         |